# Liste der Naturdenkmale in Freiamt (Schwarzwald)
| Naturdenkmale | Anzahl |
| ------------- | ------ |
| FND           | 1      |
| END           | 2      |
| Gesamt        | 3      |

Die Liste der Naturdenkmale in Freiamt nennt die verordneten Naturdenkmale (ND) der im baden-württembergischen Landkreis Emmendingen liegenden Gemeinde Freiamt. In Freiamt gibt es insgesamt drei als Naturdenkmal geschützte Objekte, davon ein flächenhaftes Naturdenkmal (FND) und zwei Einzelgebilde-Naturdenkmale (END).
Stand: 31. Oktober 2016.

## Flächenhafte Naturdenkmale (FND)
| Name                     | Bild | Kennung     | Einzelheiten | Position | Fläche Hektar | Datum         |
| ------------------------ | ---- | ----------- | ------------ | -------- | ------------- | ------------- |
| Steinbrüche (Freiamt)    | BW   | 83160430003 | Freiamt      | ⊙        | 0,1           | 26. Juli 1971 |
| Legende für Naturdenkmal |      |             |              |          |               |               |

## Einzelgebilde (END)
| Name                     | Bild | Kennung     | Einzelheiten | Position | Fläche Hektar | Datum         |
| ------------------------ | ---- | ----------- | ------------ | -------- | ------------- | ------------- |
| Kölblinhof-Eichen        | BW   | 83160540020 | Freiamt      | ⊙        | 0,0           | 27. Okt. 1954 |
| Martin-Luther-Linde      | BW   | 83160540001 | Freiamt      | ⊙        | 0,0           | 27. Nov. 1973 |
| Legende für Naturdenkmal |      |             |              |          |               |               |